# Бауэр, Андре (актёр)
Андре Ба́уэр (нем. André Bauer; 31 января 1968, Гёрлиц, Германия) — австрийский и немецкий актёр театра и мюзикла.

## Биография
Андре Бауэр родился в немецком городе Гёрлиц. Десять лет занимался фехтованием. В 1986 году впервые поднялся на сцену музыкального театра в Гёрлице. Через год Андре начал вокальное обучение в Дрезденской высшей школе музыки имени Карла Марии фон Вебера. В 1989 году он бежал из ГДР, а в 1990 году окончил частное музыкальное образование во Франкфурте на Майне.
Благодаря профессиональному умению владеть шпагой, он начал работать в качестве тренера по фехтованию в берлинском мюзикле «Горбун из Нотр-Дама» и в Ной-Ульм в пьесе «Ромео и Джульетта».
Андре Бауэр прославился в качестве исполнителя роли Франца Иосифа в мюзикле «Элизабет» в Эссене в 2003 году и в Вене в 2003—2005 годах. В 2003 году он исполнял роль отца Вольфранга Амадея Моцарта Леопольда Моцарта в мюзикле «Моцарт!». С сентября 2006 года он играл роль Фрэнка Кроули в венской постановке мюзикла «Ребекка». Так же Андре играл такие роли как Суини Тодд, Понтий Пилат, Густав Климт.

## Мюзиклы
- 1995 — «Моя прекрасная леди» (Luzern, Freddy)
- 1997 — «Волосы» (Dortmund, Berger Woof)
- 1997 — «Отверженные» (Duisburg, Marius)
- 1998 — «Мисс Сайгон» (Stuttgart, Chris)
- 1999 — «Горбун из Нотр-Дама» (Berlin|Phoebus)
- 2000—2001 — «Моцарт!» (Wien, Leopold Mozart)
- 2001—2003 — «Элизабет»" (Wien, Franz Joseph)
- 2003—2005 — «Элизабет» (Wien, Franz Joseph)
- 2005 — «Иисус Христос — суперзвезда» (Wien, Pilatus)
- 2005 — «Камелот» (Bad Hersfeld|Dinadan)
- 2008 — «Суини Тодд» (Mistelbach, Sweeney Todd)
- 2008 — «Тутанхамон» (Festspiele Gutenstein, Eje)
- 2006—2007 — «Ребекка» (Wien, Frank Crawley)
- 2009 — «Граф Монте-Кристо» (St. Gallen, Morell)
- 2009 — «Густав Климт» (Gutenstein, Gustav Klimt)
- 2010—2012 — «Я никогда не был в Нью-Йорке» (Wien, Kapitan)
- 2011—2013 — «Ребекка» (St. Gallen, Frank Crawley)

## Театр
- 1994 — «Ромео и Джульетта» (Neu Ulm, Benvolio)
- 1993 — «Сон в летнюю ночь» (Zürich, Demetrius)